# Jean-Baptiste Michaud
Jean-Baptiste Michaud, né le 17 avril 1759 à Pontarlier (comté de Bourgogne, actuel département du Doubs), mort le 29 novembre 1819 à Monthey (canton du Valais, Suisse), est un homme politique de la Révolution française. 

## Biographie

### Mandat à la Législative
Jean-Baptiste Michaud est reçu avocat au Parlement de Besançon en 1777.  
La France devient une monarchie constitutionnelle en application de la constitution du 3 septembre 1791. Le même mois, Jean-Baptiste Michaud, alors administrateur du Doubs, est élu député du département, le quatrième sur six, à l'Assemblée nationale législative.  
Il siège sur les bancs de la gauche de l'Assemblée. En février 1792, il vote en faveur de la mise en accusation de Bertrand de Molleville, le ministre de la Marine. En avril, il vote pour que les soldats du régiment de Châteauvieux, qui s'étaient mutinés lors de l'affaire de Nancy, soient admis aux honneurs de la séance. En août, il vote en faveur de la mise en accusation du marquis de La Fayette. 

### Mandat à la Convention
La monarchie prend fin à l'issue de la journée du 10 août 1792 : les bataillons de fédérés bretons et marseillais et les insurgés des faubourgs de Paris prennent le palais des Tuileries. Louis XVI est destitué et incarcéré avec sa famille à la tour du Temple. Un Conseil exécutif provisoire est élu. En septembre 1792, Jean-Baptiste Michaud est réélu député du Doubs, le deuxième sur six, à la Convention nationale. 
Il siège sur les bancs de la Montagne. Lors du procès de Louis XVI, il vote la mort et rejette l'appel au peuple et le sursis à l'exécution de la peine. En mars 1793, il est envoyé en mission, aux côtés de Claude Siblot (député de la Haute-Saône), dans les départements du Doubs et de la Haute-Saône afin d'accélérer la levée en masse décrétée au mois de février. Il ne participe pas au scrutin sur la mise en accusation de Jean-Paul Marat en avril. En mai, il est absent lors du scrutin sur le rétablissement de la Commission des Douze. En pluviôse an II (janvier 1794), il est envoyé en mission dans les départements du Cher de l'Indre afin d'y établir le gouvernement révolutionnaire.  
Après la chute de Robespierre et de ses partisans, Jean-Baptiste Michaud siège parmi les derniers Montagnards. Lors de l'insurrection du 12 germinal an III (1er avril 1795), il signe la demande d'appel nominal alors que les anciens membres du Comité de Salut public et de Sûreté générale (Bertrand Barère, Jacques-Nicolas Billaud-Varenne, Jean-Marie Collot-d'Herbois et Marc Vadier) sont décrétés de déportation. En floréal an III (mai 1795), il est élu membre de la Commission des Vingt-et-Un chargée d'examinée la conduite de Joseph Le Bon, député du Pas-de-Calais accusé d'exaction durant sa mission à Arras. 
Le peintre Jean-Louis La Neuville, élève de Jacques-Louis David, réalise son portrait fin 1792. 

### Mandats sous le Directoire
Sous le Directoire, en brumaire an IV (octobre 1795), Jean-Baptiste Michaud est réélu député du Doubs. Il siège au Conseil des Cinq-Cents jusqu'en prairial an VI (mai 1798).  
Il est ensuite président du tribunal criminel du Doubs, et refuse tout emploi après le coup d'État du 18 brumaire.

### Exil sous la Restauration
Michaud adhère à l'Acte additionnel en 1815 et ayant voté la mort de Louis XVI, il est visé par la loi du 12 janvier 1816 contre les régicides et les soutiens à Bonaparte. Il se retire à Monthey en Suisse aux côtés de ses anciens collègues conventionnels Descamps et Maribon-Montaut.
Ayant adhéré à l'Acte additionnel en 1815, « sous la pression, écrivait-il depuis, des troupes françaises qui occupaient ma maison », il est atteint, l'année suivante, par la loi contre les régicides, et se retire en Suisse, à Monthey, où il vécut ignoré avec deux de ses anciens collègues, 

## Sources
- « Jean-Baptiste Michaud », dans Adolphe Robert et Gaston Cougny, Dictionnaire des parlementaires français, Edgar Bourloton, 1889-1891 [détail de l’édition]
- Notice n°17 « Jean-Baptiste Michaud (1792) », p. 88-90 in Valérie Lavergne-Durey, Jean-Louis La Neuville, dit Laneuville. Portraitiste et marchand expert (1756-1826), Grenoble, Patrimoine en Isère / Musée de la Révolution française, 2014, 188 p.